# Rhipicephalus haemaphysaloides
Espèce
Rhipicephalus haemaphysaloides est une espèce de tiques du genre Rhipicephalus décrite par Felice Supino en 1897. Cette tique se répartit dans une grande partie de l'Asie, elle est abondante en Inde et commune au Myanmar, au Viêt Nam et en Chine. L'espèce est également signalée en Afghanistan, au Pakistan, au Sri Lanka, au Népal, au Laos, en Thaïlande, au Cambodge, en Malaisie, à Sumatra et dans le Sulawesi.
Les adultes parasitent de nombreux mammifères de taille moyenne à grande, tant sauvages que domestiques, tel la Panthère nébuleuse. Les immatures parasitent de petits mammifères comme les rongeurs et les insectivores.
Rhipicephalus haemaphysaloides est vecteur de la babésiose.

## Synonymes
De nombreux synonymes du nom binomial de Rhipicephalus haemaphysaloides ont existé dont : Rhipicephalus (rhipicephalus) haemaphysaloides, Rhipicephalus expeditus, Boophilus haemaphysaloides, Rhipicephalus (eurhipicephalus) haemaphysaloides, Rhipicephalus ruber, Rhipicephalus haemaphysaloides var. expedita.